# Špicberská dohoda
Špicberská dohoda nebo Špicberská konvence i Špicberská smlouva (zastarale také Traktát o Špicberkách, Pařížský traktát nebo pařížská smlouva, norsky Svalbardtraktaten) je mezinárodní dohoda uzavřená 9. února 1920, která přiznává Norsku svrchovanost nad tímto územím, ale území podle ní musí zůstat demilitarizované. V platnost dohoda vstoupila 14. srpna 1925.

## Historie
Symbolicky převzali Norové správu nad ostrovy v roce 1925. Nicméně podle této dohody mohou občané zemí, které se staly signatáři dohody (dohodu podepsalo i bývalé Československo, v současnosti je za signatáře po rozdělení Československa považováno Česko), stejným právem využívat nerostné bohatství. Díky této dohodě zde mohla vzniknout osada Barentsburg mající stálé ruské osídlení. Další ruská osada Pyramiden je od roku 2000 opuštěným místem, podobně je opuštěn Grumant již od roku 1961. Bývaly časy, kdy na Špicberkách byla ruská populace větší než norská, ale to dnes již neplatí.
Dánsko a Spojené království se dlouho snažily získat nad souostrovím suverenitu, ale ta byla s definitivní platností vyřešena právě až Špicberskou dohodou z roku 1920. Norsko de facto získalo suverenitu nad souostrovím díky tomu, že během první světové války ztratilo podstatnou část svého obchodního loďstva, i když patřilo k neutrálním státům. Proto se britská vláda rozhodla, že by mělo být Norsko nějak odškodněno, ale žádná německá kolonie nepřicházela v úvahu, jelikož za války nepatřilo Norsko k Dohodě, ale k neutrálním státům.
Během druhé světové války a později i za studené války byly vody kolem Medvědího ostrova strategicky důležité pro lodě plující z Atlantiku do Murmansku a dalších přístavů v Bílém moři. Ačkoliv nebyly Špicberky během druhé světové války nikdy okupovány nacistickým Německem, tak zde Němci postavili několik meteorologických stanic. Roku 1941 byla na Medvědím ostrově umístěna radiostanice. Ve vodách kolem Medvědího ostrova německé síly několikrát zaútočily na atlantské konvoje s dodávkami pomoci pro Sovětský svaz. Konvoj PQ-17 zde v červnu 1942 utrpěl těžké ztráty. Vody jižně od ostrova byly dějištěm mnoha námořních bitev roku 1943. V listopadu 1944 Sovětský svaz navrhl zrušení tzv. Špicberské smlouvy se záměrem získat kontrolu nad Medvědím ostrovem. Nicméně vyjednávání s norskou vládou v exilu však nevedlo k jejímu souhlasu až do konce války a sovětské návrhy nebyly nikdy realizovány, a to ani pozdější nároky na nejvýchodnější část norské Finmarky. Sovětský svaz a později Rusko si však na Špicberkách udržovaly svou přítomnost.
Jmenovaný guvernér (sysselmann) Špicberk sídlí v městečku Longyearbyen, které je také administrativním centrem. Od roku 1995 je správcem Svalbardu, tedy i Medvědího ostrova, fylkesmann Nordlandu.

## Signatáři smlouvy (do roku 1931)
- Afghánistán (1925-11-23)
- Albánie (1930-04-29)
- Argentina (1927-05-06)
- Austrálie (1923-12-29)
- Belgie (1925-05-27)
- Bulharsko (1925-10-20)
- Kanada (1923-12-29)
- Chile (1928-12-17)
- Československo (1930-06-09)
- Čína (1925-07-01)
- Dánsko (1924-01-24)

Mapa signatářů smlouvy

- Dominikánská republika (1927-02-03)
- Egypt (1925-09-13)
- Estonsko (1930-04-07)
- Finsko (1925-08-12)
- Francie (1924-09-06)
- Island (1994-05-31)
- Indie (1923-12-29)
- Itálie (1924-08-06)
- Japonsko (1925-04-02)
- Jihoafrická republika (1923-12-29)
- Maďarsko (1927-10-29)
- Monako (1925-06-22)
- Německo (1925-11-16)
- Nizozemsko (1920-09-03)
- Norsko (1924-10-08)
- Nový Zéland (1923-12-29)
- Polsko (1931-09-02)
- Portugalsko (1927-10-24)
- Rakousko (1930-03-12)
- Rumunsko (1925-07-10)
- Řecko (1925-10-21)
- Saúdská Arábie (1925-08-14)
- Španělsko (1925-11-12)
- Švédsko (1924-09-15)
- Švýcarsko (1925-06-30)
- USA (1924-04-02)
- Velká Británie (1923-12-29)
- Venezuela (1928-02-08)